# Gehrweiler

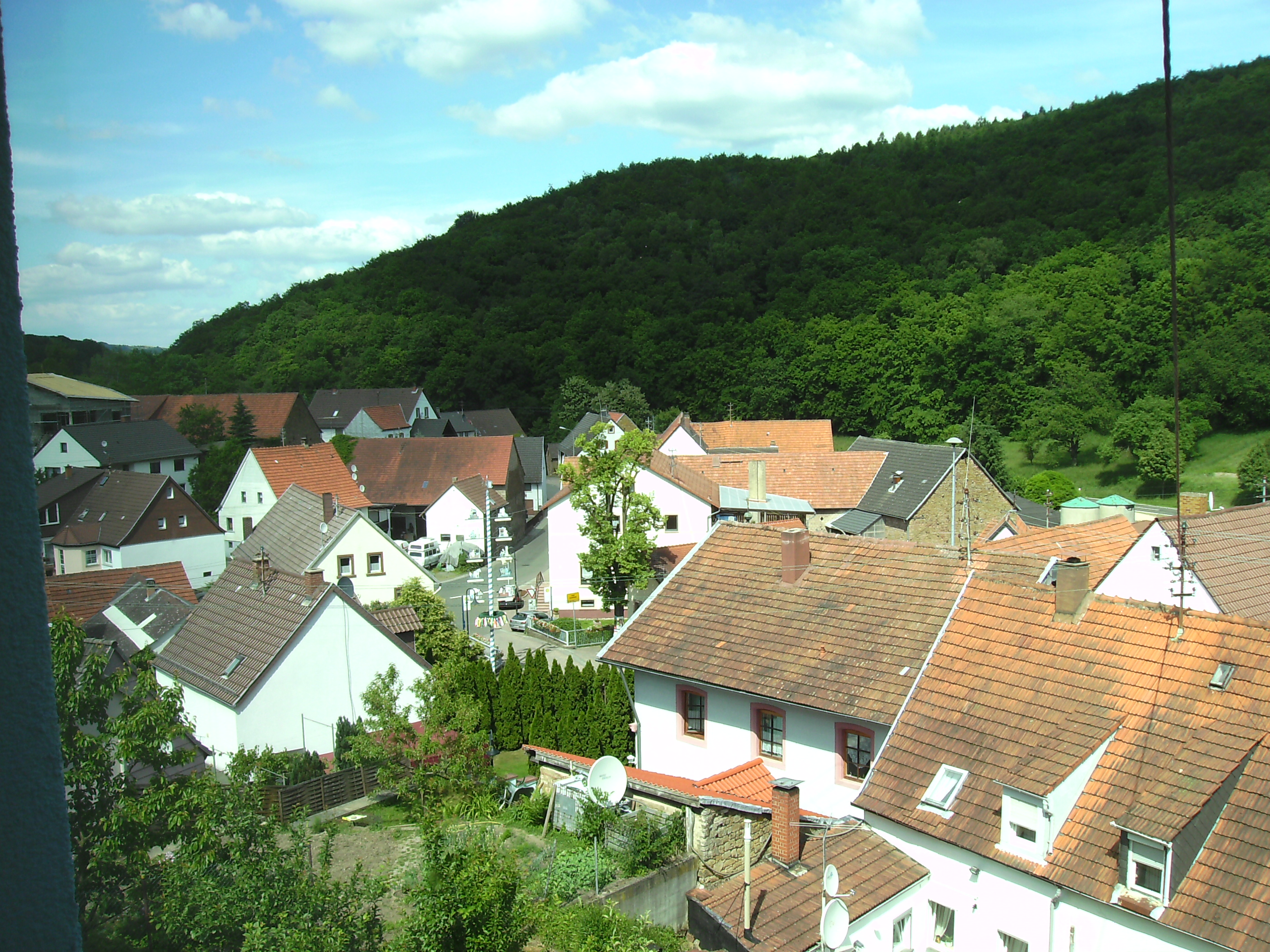
Ortsbild mit Dachlandschaft und Ortsmitte

Gehrweiler ist eine Ortsgemeinde im Donnersbergkreis in Rheinland-Pfalz. Sie gehört der Verbandsgemeinde Nordpfälzer Land an, innerhalb derer sie die am weitesten südlich gelegene Ortsgemeinde darstellt.

## Geographie

### Lage
Der Ort liegt im Nordpfälzer Bergland westlich des Donnersbergs und bildet den südlichen Abschluss der Verbandsgemeinde Nordpfälzer Land zwischen Kaiserslautern und Bad Kreuznach, in einem Seitental des Flüsschens Alsenz. Im Westen schließt sich der Landkreis Kaiserslautern an. Im Gemeindebereich gehen der Lichtenberg-Höhenrücken und die Unteren Lauterhöhen ineinander über.
Gehrweiler besitzt einen hohen Waldanteil und umfangreiche landwirtschaftlich genutzte Flächen in Form von Acker- und Weideland. Zu Gehrweiler gehört zusätzlich der Wohnplatz Gehrweilermühle. Nachbargemeinden sind – im Uhrzeigersinn – Gundersweiler, Schweisweiler, Höringen und Heiligenmoschel. Im äußersten Osten der Gemarkung befindet sich ein sogenanntes Fünfländereck, an das Gehrweiler, Gundersweiler, Imsweiler, Schweisweiler und Höringen angrenzt.

### Gewässer
Mitten durch Gehrweiler fließt der Moschelbach, der zunächst von links den Teufelslochgraben und innerhalb des Siedlungsgebiets von rechts den Höringerbach aufnimmt.

## Geschichte
Gehrweiler wird 891 im Prestarievertrag des Bischofs Theotelach von Worms mit dem Grafen Erinfrid als „novale Jerisonis“ erstmals urkundlich genannt. Das Dorf war später kurpfälzischer Besitz und fiel 1444 an das Herzogtum Pfalz-Zweibrücken.
Von 1798 bis 1814, als die Pfalz Teil der Französischen Republik (bis 1804) und anschließend Teil des Napoleonischen Kaiserreichs war, war die Gemeinde innerhalb des Département Donnersberg in den Kanton Winnweiler eingegliedert. 1815 gehörte der Ort infolge der auf dem Wiener Kongress getroffenen Vereinbarungen zunächst erneut zu Österreich. Ein Jahr später wurde er Bayern zugeschlagen. Von 1818 bis 1862 war Gehrweiler Bestandteil des Landkommissariat Kaiserslautern, das anschließend in ein Bezirksamt umgewandelt wurde.
Am 1. Dezember 1900 wechselte die Gemeinde in das neu geschaffene Bezirksamt Rockenhausen. Ab 1939 war der Ort Bestandteil des Landkreises Rockenhausen. Nach dem Zweiten Weltkrieg wurde Gehrweiler innerhalb der französischen Besatzungszone Teil des damals neu gebildeten Landes Rheinland-Pfalz. 1961 hatte die Gemeinde insgesamt 391 Einwohner. Im Zuge der ersten rheinland-pfälzischen Verwaltungsreform wechselte die Gemeinde in den neu geschaffenen Donnersbergkreis. 1972 wurde sie der neu gebildeten Verbandsgemeinde Rockenhausen zugeschlagen. Seit 2020 ist Gehrweiler Bestandteil der Verbandsgemeinde Nordpfälzer Land.

## Religion
Laut einer undatierten Urkunde, die man um 1469 ansetzt, bekunden Pfalzgraf Ludwig I. von Pfalz-Zweibrücken, Abt Peter von Münsterdreisen sowie Pater Johann, Pfarrer von Rockenhausen und Konventuale von Münsterdreisen, dass sich im Dorf Gehrweiler bisher keine Kapelle befunden habe, weil es zur Pfarrei Rockenhausen gehöre. Da man jedoch „vor kurzer Zeit ein wundertätiges Muttergottesbild“ in den Ort gebracht habe, hätten die Bewohner eine Kapelle erbaut, welche vor drei Wochen geweiht worden sei. Für die bei der Weihe entstandenen Kosten, sowie zur Anschaffung von „Kelchen, Messgewanden, Altargezierden, Buchern und andere Notturfft“ erteilte der Pfalzgraf ein Sammelpatent und das Kloster Münsterdreisen ließ das Gotteshaus an den ihm früher gewährten Ablässen in vollem Umfang teilhaben. Offenbar entwickelte sich eine Wallfahrt, wodurch sich auch das Dorf vergrößerte. Später erscheint der Heilige Jakob als Kapellenpatron.
Die Kapelle verfiel in der Reformationszeit, bis auf einen Rest, welcher später zu einem barocken Glockenturm ausgebaut wurde. Um den Turm gestalteten Mitglieder der Dorfgemeinschaft in Eigenarbeit eine Dorfmitte, die einen Laufbrunnen, einen Zunftbaum und Ruhezonen enthält.
Die Katholiken gehören zum Bistum Speyer  und unterstehen dort dem Dekanat Donnersberg, die Evangelischen zur Protestantischen Landeskirche Pfalz.

## Politik

### Gemeinderat
Der Gemeinderat in Gehrweiler besteht aus acht Ratsmitgliedern, die bei der Kommunalwahl am 9. Juni 2024 in einer Mehrheitswahl gewählt wurden, und dem ehrenamtlichen Ortsbürgermeister als Vorsitzendem.

### Bürgermeister
Melanie Gebhardt wurde am 4. Juli 2024 Ortsbürgermeisterin von Gehrweiler. Da für die Direktwahl am 9. Juni 2024 kein gültiger Wahlvorschlag eingereicht wurde, oblag die Neuwahl des Bürgermeisters gemäß rheinland-pfälzischer Gemeindeordnung dem Rat, der sich auf seiner konstituierenden Sitzung für Melanie Gebhardt entschied.
Gebhardts Vorgänger Bernhard Kiefer (SPD) hatte das Amt 1992 übernommen und kandidierte nach 32 Jahren Amtszeit und mehreren Wiederwahlen bei der Wahl 2024 nicht erneut als Ortsbürgermeister.

### Wappen
| Wappen von Gehrweiler | Blasonierung: „In Silber und Blau schräg gerautet.“                                                                   |
| Wappen von Gehrweiler | Wappenbegründung: Die Rauten erinnern an die Wittelsbacher Herrschaft in Form von Pfalz-Zweibrücken und später Bayern |

## Kulturdenkmäler

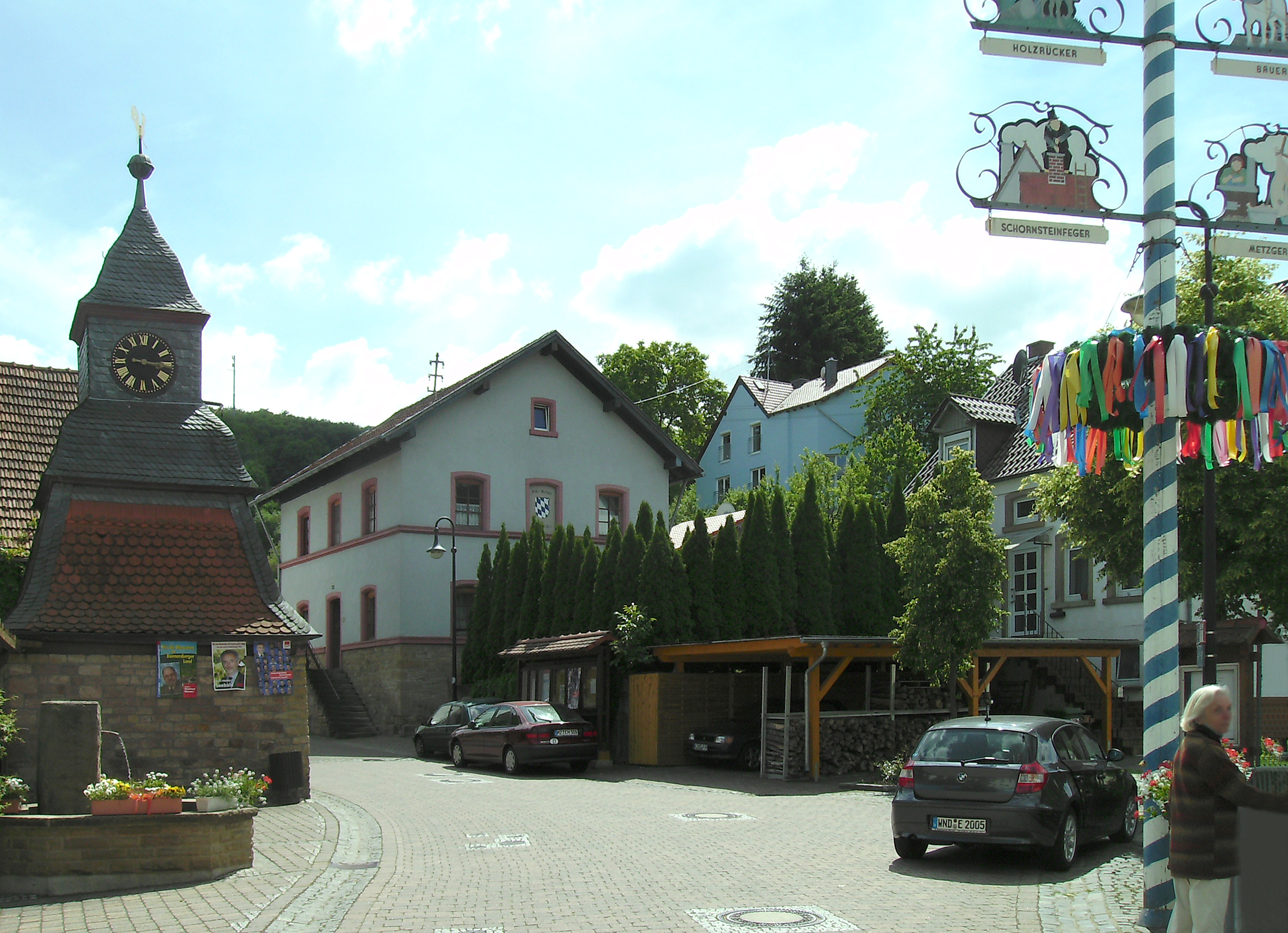
Ortsmitte mit denkmalgeschütztem Glockenturm, Laufbrunnen und Zunftbaum

Vor Ort befinden sich insgesamt vier Objekte, die unter Denkmalschutz stehen.

## Wirtschaft und Infrastruktur

### Wirtschaft

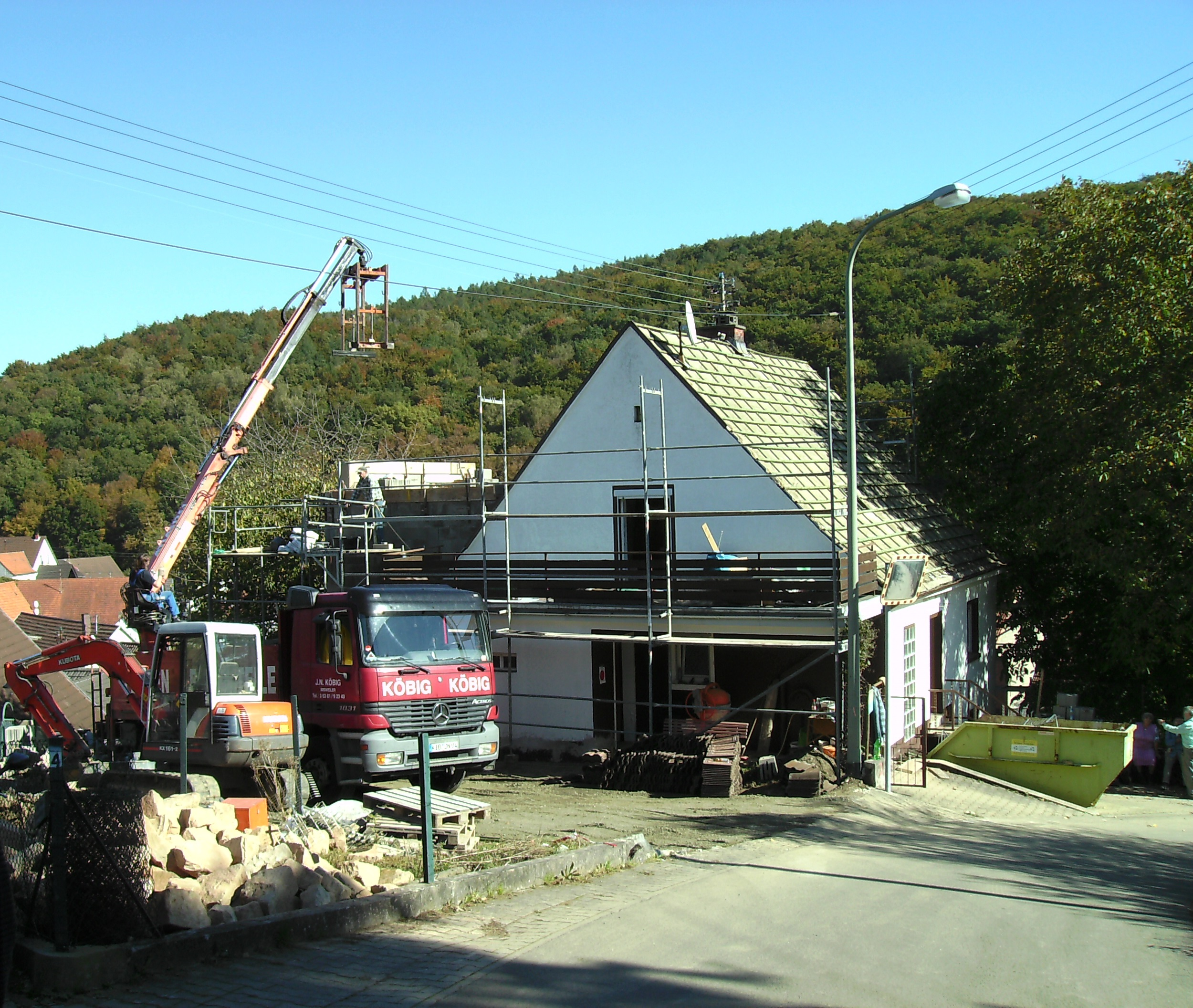
Hausbau vor Ort im Jahr 2007

Gehrweiler ist geprägt von einer ländlichen, bäuerlich-handwerklichen Struktur. Bedeutung besitzt der Ort als Wohngebiet für Beschäftigte des nahen Großraums Kaiserslautern. In Gehrweiler wird mit der Paula Best-Schule eine Grundschule vorgehalten.

### Verkehr
Durch Gehrweiler verläuft die Landesstraße 387, die den Ort mit Kaiserslautern und Imsweiler verbindet. Am nördlichen Rand des Siedlungsgebiets mündet in diese die Landesstraße 388, die nach Katzweiler führt. Über die Anschlussstelle Winnweiler der A 63 im Südosten besteht Anschluss an den Fernverkehr.
Der Nahverkehr war ab 2000 im Westpfalz-Verkehrsverbund (WVV) organisiert, der seit Sommer 2006 vollständig in den Verkehrsverbund Rhein-Neckar (VRN) integriert ist. Im benachbarten Imsweiler befindet sich ein Bahnhof der Alsenztalbahn. Gehrweiler ist von Behles Bus betriebene Buslinie 911, die den Ort mit Winnweiler und Rockenhausen verbindet, an das Nahverkehrsnetz angeschlossen.